# Emplectonema purpuratum
Emplectonema purpuratum är en djurart som tillhör fylumet slemmaskar, och som beskrevs av Ernest F. Coe 1905. Emplectonema purpuratum ingår i släktet Emplectonema och familjen Emplectonematidae. Inga underarter finns listade i Catalogue of Life.